# مجمع ياب الرياضي
مجمع ياب الرياضي هو ملعب وطني يقع في ولاية ياب، بولايات ميكرونيسيا المتحدة، ويتسع الملعب لـ 2.000 متفرج.